# 新莱克兰
新莱克兰（荷蘭語：Nieuw-Lekkerland，荷蘭語發音：[niu̯ ˈlɛkərˌlɑnt] ⓘ）是荷兰南荷兰省的一个旧市镇。2004年人口9,539。它坐落于莱克河南岸，位于阿尔布拉瑟瓦尔德（Alblasserwaard）的西北面。该旧市镇面积12.77 km² ，其中2.37 km²为水域。2013年1月1日，新莱克兰与市镇赫拉夫斯特罗姆和利斯费尔德合并为新市镇莫伦瓦尔德，后者于2019年与市镇希森兰登合并为新市镇莫倫蘭登。